# 國際人權聯盟 (巴黎)
國際人權聯盟（FIDH）是一個非政府人權組織，成立於1922年，總部在巴黎，是歷史最悠久的世界性人權組織，涵蓋100多個國家的184個會員組織。
國際人權聯盟是無黨派，無宗派，獨立於任何政府。其核心任務是促進對世界人權宣言、公民權利和政治權利國際公約、經濟、社會及文化權利國際公約內所載一切權利的尊重。